# France Rumilly
Marie-Françoise "France" Rumilly (Boulogne-Billancourt, 1 mei 1939) is een Franse actrice.
Na haar middelbare studies volgde Rumilly een opleiding drama.  Tijdens het publieke ingangsexamen werd ze al opgemerkt door Jack Pinoteau. 
Rumilly is vooral bekend uit films met Louis de Funès.  In alle zes Le Gendarme de Saint-Tropez-films speelt ze zuster Clotilde.  Daarnaast speelde ze in Les Veinards een dochter van Louis de Funès.  In Le grand restaurant speelde ze een barones.  
In 1985 keerde Rumilly terug als zuster Clotilde in de film Le facteur de Saint-Tropez van Richard Balducci.  Ook Michel Galabru speelt in deze prent mee, maar niet als adjudant Jérôme Gerber van de "le gendarme"-reeks.  
Haar laatste film was in 1986 Twist again à Moscou.  

## Trivia
- Rumilly beweert dat ze nooit auditie heeft gedaan. Elke rol werd haar persoonlijk aangeboden.
- De beroemde scène uit Le Gendarme et les Gendarmettes waarin zuster Clotilde met een 2CV als een wegpiraat over de baan scheert, werd in 2010 hergebruikt in een reclamespot van Citroën.

## Films
- 1962 : Les Veinards van Jack Pinoteau
- 1964 : Les Durs à cuire van Jacques Pinoteau
- 1964 : La Bonne Occase van Michel Drach
- 1964 : Le Gendarme de Saint-Tropez van Jean Girault
- 1964 : Jaloux comme un tigre van Darry Cowl en Maurice Delbez
- 1965 : Moi et les hommes de quarante ans van Jacques Pinoteau
- 1965 : Un milliard dans un billard van Nicolas Gessner
- 1965 : Le Gendarme à New York van Jean Girault
- 1966 : Ne nous fâchons pas van Georges Lautner
- 1966 : Le Grand Restaurant van Jacques Besnard
- 1966 : Monsieur le président-directeur général van Jean Girault
- 1966 : Le solitaire passe à l'attaque van Ralph Habib
- 1967 : Playtime van Jacques Tati
- 1968 : Le Gendarme se marie van Jean Girault
- 1968 : Faites donc plaisir aux amis van Francis Rigaud
- 1969 : A tout casser van John Berry
- 1969 : L'Auvergnat et l'Autobus van Guy Lefranc
- 1969 : Salut Berthe van Guy Lefranc
- 1970 : Le Gendarme en balade van Jean Girault
- 1973 : Elle court, elle court la banlieue van Gérard Pirès
- 1973 : Je sais rien, mais je dirai tout van Pierre Richard
- 1979 : Le Gendarme et les Extra-terrestres' van Jean Girault
- 1979 : Les Héroïnes du mal van Walerian Borowczyk
- 1981 : Fais gaffe à la gaffe! van Paul Boujenah
- 1982 : Le Gendarme et les Gendarmettes van Jean Girault en Tony Aboyantz
- 1985 : Le facteur de Saint-Tropez van Richard Balducci
- 1985 : Sac de nœuds van Josiane Balasko
- 1986 : Suivez mon regard van Jean Gurtelin
- 1986 : Twist again à Moscou van Jean-Marie Poiré

- Library of Congress Control Number: no2002003757
- Système universitaire de documentation: 255472366
- Virtual International Authority File: 977149108660168780001
- WorldCat: E39PBJjmPPgKrhBP6qcd97rrMP